# San Jacinto de Buena Fe
San Jacinto de Buena Fe är en ort i Ecuador.   Den ligger i provinsen Los Ríos, i den centrala delen av landet, 130 km sydväst om huvudstaden Quito. San Jacinto de Buena Fe ligger 104 meter över havet och antalet invånare är 63 148.
Terrängen runt San Jacinto de Buena Fe är platt. Runt San Jacinto de Buena Fe är det tätbefolkat, med 266 invånare per kvadratkilometer. Närmaste större samhälle är Quevedo, 15,3 km söder om San Jacinto de Buena Fe. Trakten runt San Jacinto de Buena Fe består till största delen av jordbruksmark.